# NGC 6872
NGC 6872 este o galaxie spirală barată situată în constelația Păunul. A fost descoperită în 27 iunie 1835 de către John Herschel. Se află la o distanță de 212.000.000 al de Pământ.